# Jan Stampioen
Jan Stampioen (neerlandès: Jan Jansz de Jonge Stampioen)  (Rotterdam, c. 1610 - la Haia, c. 1690 (>1689)), anomenat el Jove (de Jonge) per diferenciar-lo del seu pare del mateix nom, va ser un matemàtic i editor neerlandès.

## Vida i obra
Gairebé res es coneix de la vida de Stampioen. Era fill d'un cartògraf i va tenir una escola de navegants a Rotterdam fins al 1638, quan va ser nomenat preceptor del príncep Guillem II d'Orange-Nassau qui, aleshores, tenia dotze anys. Per aquest motiu es va traslladar a viure a La Haia on va ser tutor dels fills de Constantijn Huygens, Christiaan i Constantí el Jove i on va néixer el seu fill, Nicolae, qui també va ser un cartògraf reconegut.
El 1638 va muntar una impremta des de la qual publicava llibres de matemàtiques. El 1645 va esdevenir l'examinador reial dels agrimensors del regne. A partir de 1650 no es tenen notícies d'ell i s'havia pensat que havia mort entorn d'aquesta data, però un informe de 1689 en el qual apareix el seu nom, fa pensar que devia morir més tard d'aquesta data.
Stampioen és recordat per haver encetat una polémica, sota el pseudònim de Joan Baptista d'Anvers, en la qual van participar Descartes, Wassenaer i d'altres, sobre la forma d'extreure les arrels cúbiques d'expressions de la forma {\displaystyle a+{\sqrt {b}}}, a causa de la qual va publicar un llibre titulat Algebra ofte Nieuwe Stel-Regel (Àlgebra o Principi Nou) (1639) que es va convertir en el llibre de text d'àlgebra més conegut als Països Baixos de l'època.